# Chernes denisi
Chernes denisi är en spindeldjursart som beskrevs av Max Vachon 1937. Chernes denisi ingår i släktet Chernes och familjen blindklokrypare. Inga underarter finns listade i Catalogue of Life.